# Palau-solità i Plegamans
Paláu Solitar y Plegamans (oficialmente en catalán Palau-solità i Plegamans) es un municipio situado en la comarca del Vallés Occidental, en la provincia de Barcelona, comunidad autónoma de Cataluña, España.
Se encuentra situado en la comarca del Vallés Occidental y dista unos 32 kilómetros de la ciudad de Barcelona. El municipio alcanzó en la época de los noventa la cifra de diez mil habitantes y en la actualidad su censo está formado por 14 771 habitantes, lo que implica que sea el duodécimo municipio más poblado del Vallés Occidental. Además, este municipio es un importante nudo de comunicaciones por carretera y autopista, sede de grandes multinacionales, como la empresa textil Mango.

## Toponimia
Históricamente ha estado formado por dos núcleos de población o dos parroquias: la de Palau-solità y Plegamans. El topónimo Palau-solità aparece en el cartulario del monasterio de Sant Cugat del Vallès en 955 y el de Plegamans en 962. Ramón Berenguer IV estableció las universidades (actuales municipios), hecho que motivó poco a poco que las parroquias (unidades administrativas eclesiásticas) se uniesen para formar una universidad o común (nombre que todavía perdura en Andorra para designar a los municipios), tal como sucedió con Palau-solità i Plegamans, aunque no hay constancia documental de la designación del alcalde de Palau-solità e Plegamans hasta el año 1440.
En 1939, al término de la Guerra Civil, Bartolomé Soler, presidente de la comisión gestora del Ayuntamiento, propone en un discurso la unión de los nombres de las dos parroquias considerando que "el nombre de la población solo conduce a crear rencillas entre los vecinos y entorpece la labor municipal". De esta manera se propone que el pueblo adopte el nombre de Palau de Plegamans. Los miembros de esta comisión gestora dieron conformidad a esta propuesta y el 22 de agosto del mismo año el nuevo nombre pasó a ser oficial.
El 23 de diciembre de 1999, sesenta años después, el consistorio decidió recuperar el nombre histórico de la población. Siguiendo las indicaciones del Instituto de Estudios Catalanes, se decidió recuperar los dos topónimos anteriores. Dicha institución propuso: 

“...recuperar el nombre de Palau-solità, ya que la preposición de en Palau de Plegamans connota una dependencia o submisión a Plegamans que nunca existió, y, por otra parte, la normativa del guion en Palau-solità enlaza sin unir los dos antiguos topónimos a la vez que la conjunción copulativa i en Palau-solità i Plegamans, reconoce un tercer topónimo”.

## Geografía
El municipio es fronterizo con la comarca del Vallés Oriental; está situado a 11 km de Sabadell, 13 de Granollers y a 32 km de Barcelona. 
Limita al norte con Caldas de Montbuy y Llissá de Munt, al este con Llissá de Vall y con un enclave histórico de Moncada y Reixach, al sur con Mollet del Vallés y Santa Perpetua de Mogoda y al oeste con Poliñá y Senmanat.
El municipio tiene una extensión de 15,06 km² y se encuentra a una altitud de 140 metros sobre el nivel del mar. Geológicamente está situado entre la serranía litoral y la prelitoral, en la denominada depresión del Vallés-Panadés, configurando un territorio básicamente plano en su parte central y con pequeñas sierras que se extienden en dirección norte-sur en los extremos del territorio. En su parte central y en la misma dirección que las sierras, fluye la riera de Caldas, en la que desembocan la riera de Zamanado y el torrente de Casa Durante.

## Símbolos

### Escudo
Escudo embaldosado truncado: primero de oro, 4 palos de gules, y resaltando sobre el todo un palacio de argén abierto somado de una pala de sable; segundo de gules, una mano de argén, y la bordura endentada de argén. Por timbre una corona mural de pueblo.
Fue aprobado el 7 de octubre de 1997 y publicado en el DOGC el 30 del mismo mes.
Palau-solità fue nombrado por primera vez en 955, y Plegamans en 962; los dos pueblos se fusionaron en 1698 y formaron un municipio real. La partición superior muestra las armas parlantes de Palau-solità (palacio en catalán se dice palau), también nombrado la Sagrera: un palacio con una pala encima, y los cuatro palos de Cataluña en recuerdo de la jurisdicción real sobre la localidad. En la partición de abajo se muestran las armas parlantes de los señores del castillo de Plegamans, los Vilatorta: una mano de argén sobre camper de gules con bordura endentada de argén.

### Bandera
Bandera apaisada de proporciones dos de alto por tres de largo, bicolor vertical, blanca y roja, con la pala negra del escudo en el centro de la mitad blanca y la mano blanca del mismo escudo en el centro de la mitad roja, las dos figuras de una altura 4/6 de la del paño.
Fue publicada en el DOGC el 6 de abril de 1999.

## Demografía
Paláu Solitar y Plegamans cuenta con una población de 15 456 habitantes (INE 2024).
| Gráfica de evolución demográfica de Paláu Solitar y Plegamans entre 1842 y 2021 |
| |
| Población de derecho según los censos de población del INE. Población de hecho según los censos de población del INE.En este censo se denominaba Palau Solitar y Plegamans: 1842. En estos censos se denominaba Palausolitar: 1857, 1860, 1877, 1887, 1897, 1900, 1910, 1920 y 1930. En estos censos se denominaba Palau de Plegamáns: 1940, 1950, 1960, 1970, 1981 y 1991. |

## Política

#### Elecciones municipales de 2023
El consejo o pleno municipal de Palau-solità i Plegamans está formado por 17 concejales escogidos por la ciudadanía en las elecciones municipales y es el máximo órgano de representación política del municipio. El 17 de junio de 2023, tras las elecciones municipales de 2023, el pleno quedó constituido en 4 grupos municipales y se invistió, por segunda vez consecutiva, a Oriol Lozano Rocabruna como Alcalde del municipio por mayoría absoluta, con los votos de ERC (12). De esta manera, tras un primer mandato en coalición con Junts per Palau (2019-2023) -y ser el primer alcalde de Esquerra Republicana de Catalunya desde la guerra civil española- se consolida en solitario después de conseguir la mayoría absoluta más abultada de la historia del municipio.
El Pleno municipal para el mandato 2023-2027 está compuesto por:
| Grupo municipal | Grupo municipal                                            | Escaños |
| --------------- | ---------------------------------------------------------- | ------- |
|                 | Esquerra Republicana de Catalunya-BCN Nova-Acord Municipal | 12      |
|                 | Partido de los Socialistas de Cataluña                     | 3       |
|                 | Junts per Palau                                            | 1       |
|                 | Ciutadans-Partido de la Ciudadanía                         | 1       |

#### Lista de alcaldes y alcaldesas desde las elecciones democráticas de 1979
Palau-solità i Plegamans ha tenido cinco alcaldes o alcaldesas desde la instauración de la democracia tras el régimen franquista, siendo la socialista Teresa Padrós la que más tiempo ha ocupado el cargo (20 años).
| Periodo   | Nombre                             | Partido                              |
| --------- | ---------------------------------- | ------------------------------------ |
| 1979-1983 | Joan Payola Riera                  | CiU                                  |
| 1983-1987 | Joan Payola Riera                  | Convergència i Unió                  |
| 1987-1991 | Joan Payola Riera                  | Convergència i Unió                  |
| 1991-1995 | M. Àngels Padró i Ruiz (1993-1995) | Convergència i Unió                  |
| 1995-1999 | Teresa Padros Casañas              | PSC                                  |
| 1999-2003 | Teresa Padros Casañas              | Partit dels Socialistes de Catalunya |
| 2003-2007 | Teresa Padros Casañas              | Partit dels Socialistes de Catalunya |
| 2007-2011 | Mercè Pla Blagé                    | Convergència i Unió                  |
| 2011-2015 | Teresa Padros Casañas              | Partit dels Socialistes de Catalunya |
| 2015-2019 | Teresa Padros Casañas              | Partit dels Socialistes de Catalunya |
| 2019-2023 | Oriol Lozano Rocabruna             | ERC                                  |
| 2023-act. | Oriol Lozano Rocabruna             | Esquerra Republicana de Catalunya    |

#### Resultados elecciones municipales
Desde 1979 se han celebrado doce elecciones para escoger a los diferentes representantes en el pleno municipal, que a lo largo de la democracia ha pasado de 11 concejales a 17.
 2023 
| Partidos             | Concejales | Votos | %      |
| -------------------- | ---------- | ----- | ------ |
| ERC-AM               | 12         | 3705  | 57,87% |
| PSC                  | 3          | 1166  | 18,21% |
| Junts per Palau      | 1          | 503   | 7,85%  |
| Cs                   | 1          | 388   | 6,06%  |
| CUP-Amunt            | 0          | 205   | 3,20%  |
| Democràtes-Ara Palau | 0          | 157   | 2,45%  |
| Palau en Comú Podem  | 0          | 155   | 2,42%  |

## Patrimonio

### Campus Arqueológico de la Fundación Clos (Masía de Can Maiol)
La masía de Can Maiol y sus alrededores forman parte del Campus Arqueológico de la Fundación Clos. La masía es de arquitectura popular, con planta baja más dos pisos. La cubierta, de escasa inclinación, es de teja árabe, aunque la fachada principal da la sensación de una sola cubierta plana. En la planta baja, el portal de entrada es rectangular y con ventanas enmarcadas. En el primer piso encontramos una galería abierta que, en su parte exterior, posee una hilada de ocho columnas. La fachada principal se encuentra coronada por un elemento decorativo de piedra. El patio de entrada se halla cerrado por un muro. La estructura de la masía se ha visto reformada en diferentes épocas, sobre todo la fachada principal. La actual es el resultado de las reformas llevadas a cabo durante el siglo XVII.

### Comanda Templera de Santa Magdalena
La encomienda de Palau-solità se constituyó entre 1150 y 1160 con el nombre de Sant Sepulcre de Palau. Llegó a tener mucha importancia y sus bienes fueron considerables. Su vínculo con la casa de Barcelona era tan importante que lo considera un centro único. En 1317, al suprimirse la orden, el lugar de Palau-solità pasó a manos de los hospitalarios. 

### Masía de Can Cortès
Es la masía más conocida del pueblo, tanto por su situación como por la variedad de actividades culturales que se hacen actualmente. En una de las ventanas del primer piso se ve esculpido el año, 1678, y en las buhardillas está la inscripción 1702 con el nombre del propietario, Jeroni Cortés. Esto quiere decir que se construyó en dos fases. Las ventanas son de forma rectangular y de diferentes medidas. En la parte baja tenemos dos portales de arco redondo de medio punto formados por dovelas. La cubierta es de teja árabe con "carener" central y perpendicular a la fachada. En el dintel de una de las ventanas centrales hay un medallón en relieve representando un escudo con una flor de lis y dos armas cruzadas y con la fecha 1678. Tras ser restaurada, la masía de Can Cortés es la sede social de una serie de entidades culturales, que además del Hogar del Pensionista, fomentan el conocimiento de la historia del pueblo, como son el mismo museo parroquial de Santa María de Palau–solità. Se vela por las tradiciones mediante grupos como la Asociació Pessebrista, un taller de manualidades, cursillos de catalán, coleccionismo, ajedrez, el Ball de Gitanes, el Centre d’Excursionisme, Asociació de la Sardana y Club Ciclista. También hay unas pequeñas salas para las secciones del Consorcio de Normalización lingüística, Cuaderns Qu4trepins, y grupo de orientación juvenil. En muchas ocasiones en el auditorio se hacen conciertos y conferencias, así como exposiciones de obras de arte y otras actividades.

### Castillo de Plegamans
El Castillo de Plegamans es un edificio que preside, desde lo alto de la montaña, toda la zona baja de Palau-solità i Plegamans. Su estructuración mediante edificios apuestos nos muestra, más que un elemento de defensa, una gran casa fortificada. El castillo o casa fuerte de Plegamans es una gran casa gótica de los siglos XIV y XV que posteriormente sufrió muchas modificaciones. El edificio posee una torre en su esquina nordeste que se considera la parte más antigua del mismo, datando esta del siglo XI. Dicha torre fue construida con piedras del río unidas con cal. Actualmente el castillo tiene tres plantas. Las cubiertas, que varían entre una o dos vertientes, están coronadas por tejas árabes. La última restauración del castillo finalizó en 1995. Existe una antigua leyenda que menciona la existencia de un túnel que comunica el castillo con la masía de Can Cortès.
En este castillo se celebra desde el año 2002 anualmente un Mercado Medieval a inicios de primavera.

### Iglesia parroquial de Sant Genís

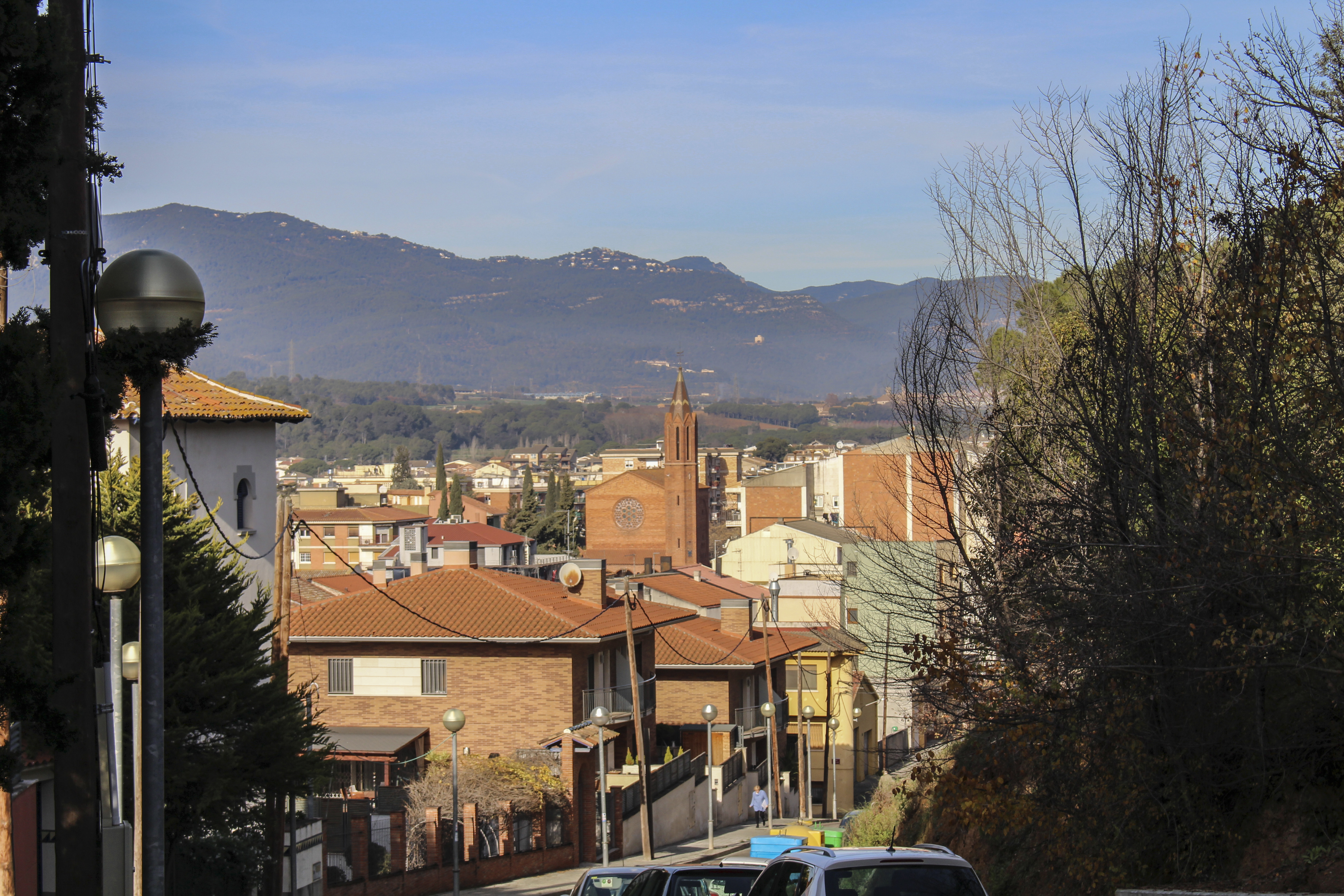
Iglesia de Sant Genís

Esta iglesia fue quemada dos veces durante la Guerra Civil. La reconstrucción de la iglesia se inició en 1942, bajo la dirección facultativa del arquitecto Puig Boada, con la bendición de la primera piedra de la nueva iglesia de Sant Genís que, aunque denominada igual que la antigua, se localizó en otro lugar, el “Pla de l’alzina”. Hace pocos años siguiendo el proyecto inicial, se construyó una capilla bautismal, el soportal delantero y el campanario. En el ábside hay unas pinturas con la técnica del fresco que representan la Santa Trinidad pintadas por Jaume Busquets en 1955. Los vitrales de la nave son del obrador de vitrales Oriach, también de 1955 y representan arcángeles, patriarcas, apóstoles, evangelistas, santos mártires y los 7 dones del Espíritu Santo, en el rosetón de la fachada. En la capilla bautismal, de 1955, el artista Eusebi Vila, representó al techo de la capilla los símbolos de Bautismo y de la Virgen María del Rosal. Los vitrales de la capilla fueron realizados por la casa Solé de Palau con los cartones del vidriero Antoni Vila. En la entrada de la iglesia hay un mosaico que representa a Jesús, obra del artista Josep Grau-Garriga. La iglesia de Sant Genís de Plegamans es la única que estaba situada en la parte de Plegamans. También fue consagrada por San Olegario en 1121 y era una iglesia de estilo románico.

### Iglesia parroquial de Santa María de Palau-solità

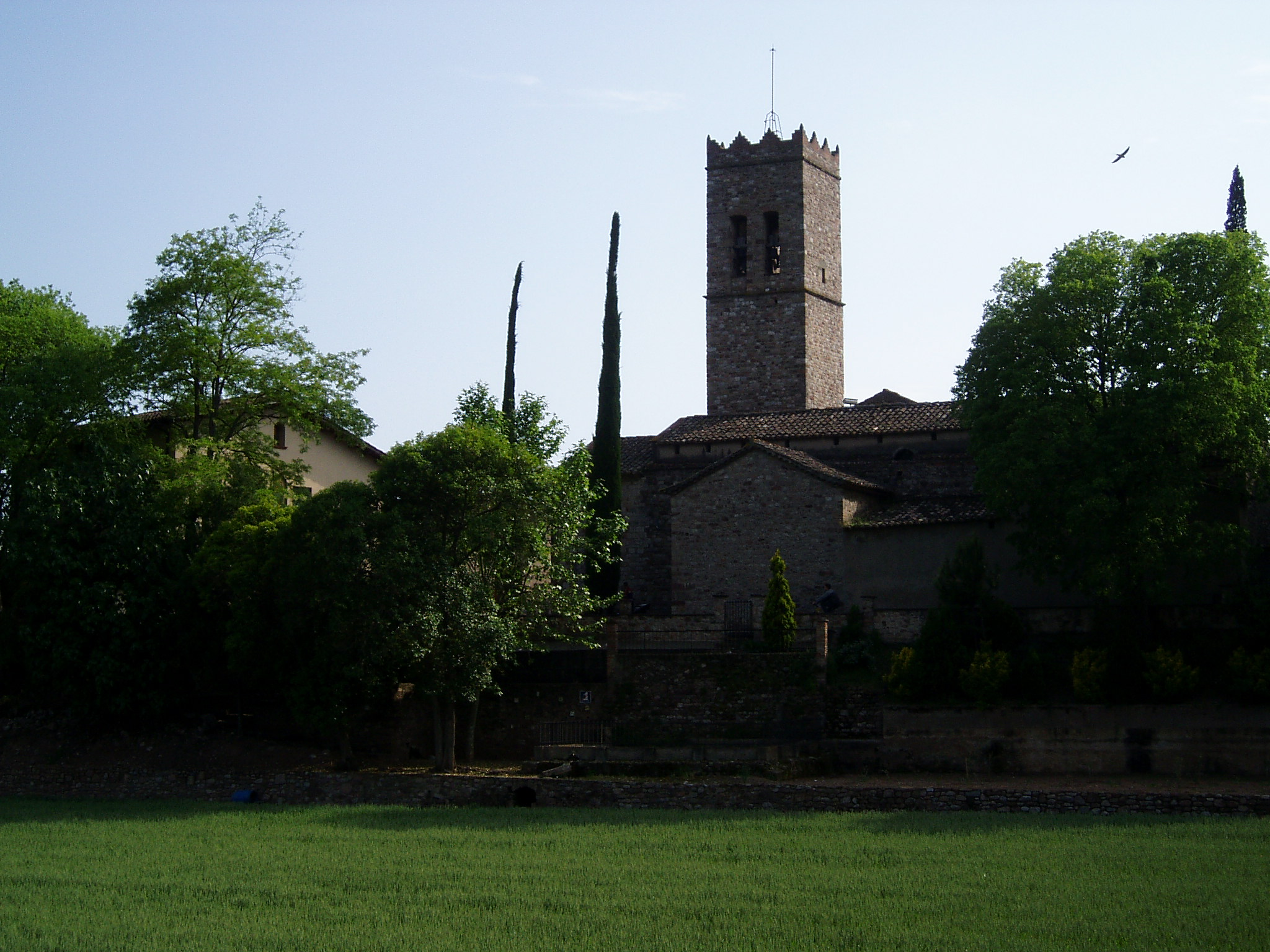
Santa María de Palau-solità.

La iglesia se sitúa en el barrio de La Sagrera en la plaza de Santa María, nombre que le viene dado por la iglesia que la preside. La iglesia se encuentra rodeada por construcciones de baja altura que forman el casco antiguo del barrio de La Sagrera.
La iglesia es del siglo XII, de estilo románico, aunque ha experimentado bastantes modificaciones a lo largo de su historia. El edificio ha perdido su estructura originaria, ya que se supone que contaba con una planta central de cruz griega, con la orientación perpendicular a la actual, formada por una bóveda de cañón, cabecera de ábside y el crucero, levantando en este último la fachada principal y abriendo la puerta de acceso.
Se encuentran documentos de esta iglesia del siglo X en el archivo del Monesterio de Barcelona. Actualmente es un bien cultural de interés local (BCIL) y está incluido en el inventario de la Diputación de Barcelona y de la Generalidad de Cataluña.
Su valor histórico es indiscutible, y al mismo tiempo es una pieza importante como testimonio de la evolución de la arquitectura religiosa catalana.

### Menhir de la Pedra Llarga
Monumento megalítico; seguramente se trata de un menhir con funciones religiosas, dedicado al culto de los muertos o a los poderes de las divinidades. También podría haber sido utilizado como un elemento de demarcación de los límites territoriales. El menhir tiene unos 2,5 m de altura y se encuentra levantado verticalmente. El tipo de piedra no es local, parece roca de Montserrat. La presencia de esta construcción no es un hecho extraño, puesto que el poblamiento del Vallès es muy antiguo y existen en la zona varios restos neolíticos, poblados ibéricos y materiales romanos.
Existe la leyenda de la Piedra Larga que la relaciona con la construcción del Puente del Diablo de Martorell y de esta relación deriva el nombre de Piedra del Diablo.
La litología de la piedra es un conglomerado, probablemente de la base del periodo Triásico (Secundario), muy abundante en toda Cataluña.

### Masía del Forn de Vidre
La masía del horno de vidrio se encuentra situada hacia el extremo norte del pueblo, a tocar casi el término de Caldes de Montbui. La fachada está orientada al norte, se conserva en buen estado; es de piedra de río —probablemente de la riera cercana— mezclada con trozos de baldosa roja. Es de destacar el portal de entrada, en arco de medio punto y con dovelas. Las ventanas del piso, de forma rectangular, están enmarcadas con unos sencillos relieves lineales en forma de moldura. La cubierta, de teja de estilo árabe, es a dos aguas, con el canalón perpendicular a la fachada. La esquina izquierda está edificada con forma de punto redondo. En la parte izquierda de la casa hay una capilla adosada, actualmente muy deteriorada, reformada más tarde para utilizarla como almacén de enseres agrícolas. Aun así se conserva la parte del techo, formado por dos bóvedas separadas por un arco toral. A un lado hay una pequeña puerta, ahora tapiada, que daba directamente al Camino Real que unía Palau-solità i Plegamans con Caldes de Montbui. A unos dieciocho metros de la casa, hacia el oeste, hay los restos de piedra del que debía ser el horno de vidrio, y a pocos metros se conservan todavía algunas balsas que también debían de servir para la producción de vidrio. En la masía debían de manipular la sílice o arena y la piedra calcárea, junto con sodio y otras substancias para obtener la materia vítrea y transformarla en botellas o copas para el consumo.

### Parque de l'Hostal del Fum

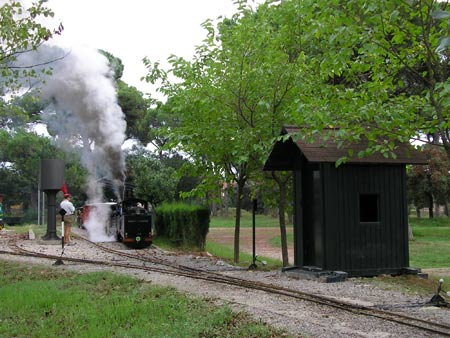
Parque de l'Hostal del Fum.

Se trata de un recinto cerrado de 35 000 m² con vegetación autóctona formada a base de pinos, encinas, chopos y árboles de ribera, entre los que crece una gran variedad de plantas como el tomillo, la albahaca, el romero y otras especies aromáticas propias de la vegetación mediterránea. Las zonas arboladas se codean con prados de hierba atravesados por caminos y un riachuelo que enlaza varios estanques de agua. El parque es refugio idóneo para los pequeños mamíferos que lo habitan y para las aves que nidifican en el mismo.

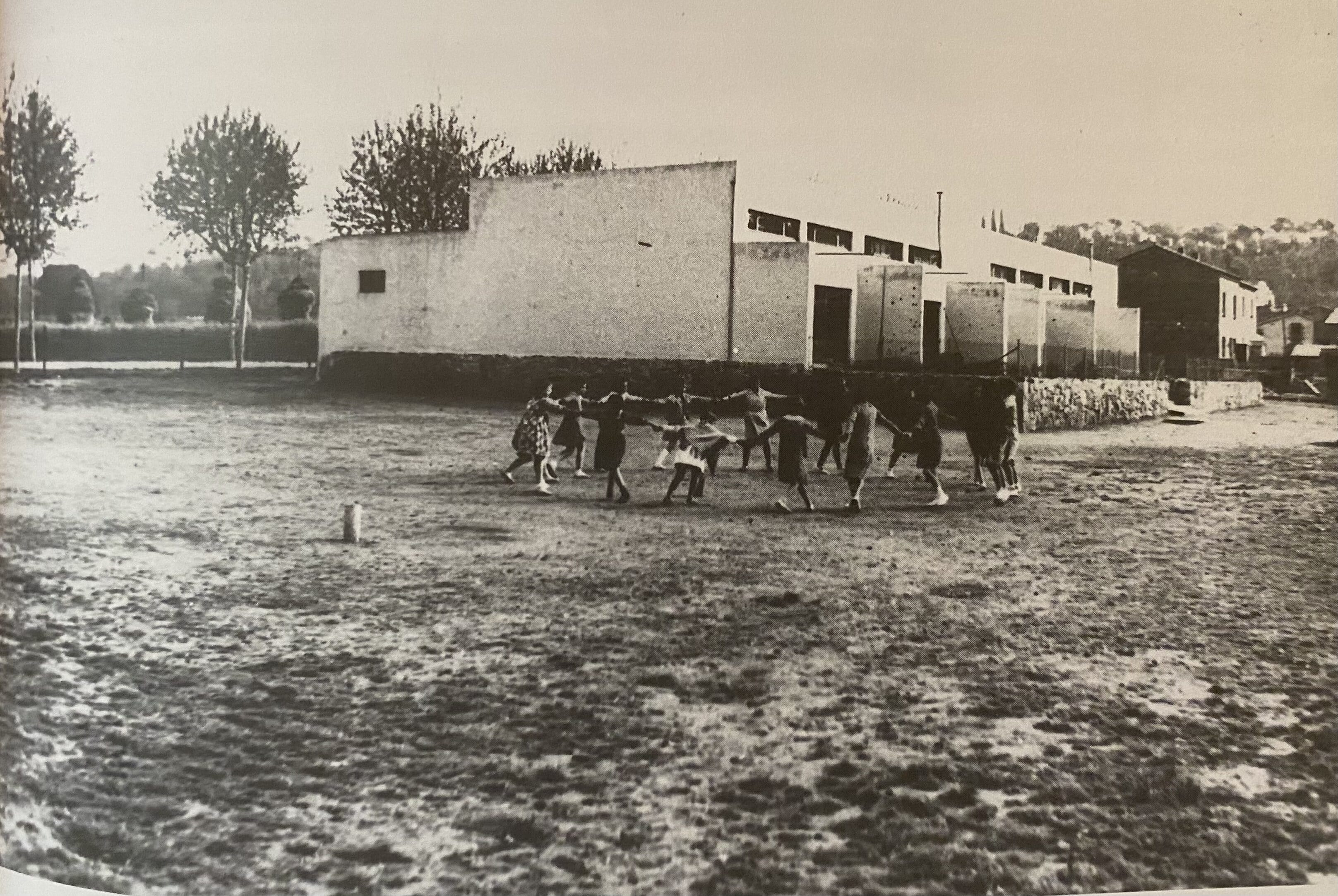
Imatge històrica de les Escoles Velles

En el parque del Hostal del Fum encontramos el tren de Palau, una asociación de aficionados a los ferrocarriles. Dicha asociación dispone de un pequeño tren de vapor y de las vías necesarias para su circulación. El recorrido en ferrocarril, de 3,1 km de longitud, constituye una excusa perfecta para la visita del parque, siendo una de las principales atracciones del mismo. La circulación del pequeño tren está organizada y controlada por los socios de la entidad. El tren realiza salidas cada 15-20 minutos y la duración del viaje es de unos 20 minutos.

### Paseo de la Carrerada

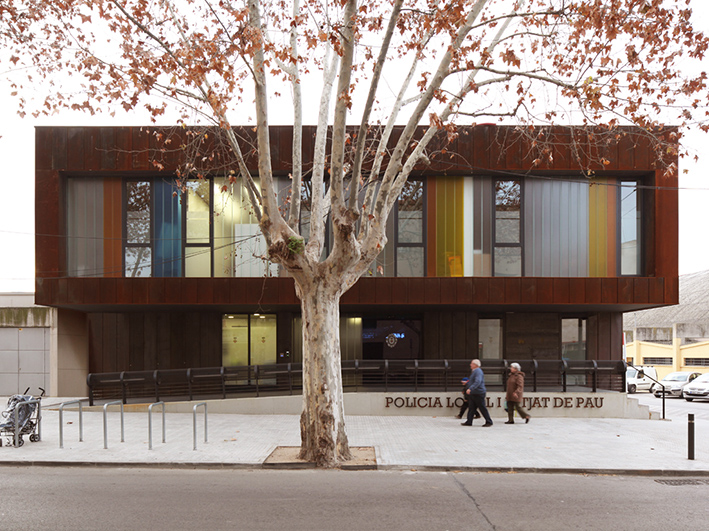
Sede de la Polícia Local

El paseo de la Carrerada, urbanizado en la década de 1910, es uno de los principales ejes cívicos de la ciudad y concentra varios equipamientos públicos, como las Escoles Velles, un edificio racionalista construido por la Generalidad de Cataluña durante el período republicano, según el proyecto de los arquitectos Josep Torres i Clavé y Josep Lluís Sert, miembros del movimiento arquitectónico GATCPAC; la sede de la policía local y el Juzgado de Paz, obra de 2011 de Mizien arquitectura y el polideportivo municipal.

## Centro emisor de RNE
En Paláu Solitar y Plegamans en 41°33 '32" N y 2°11' 21 "E, hay una onda media que transmite la instalación usada para la transmisión de RNE-5 en 576 kilohercios y RNE-1 en 738 kilohercios. Para ambas frecuencias se utiliza como antena un mástil de 217 metros de altura, de color rojo y blanco, visible desde las comarcas del Vallés Occidental y Vallés Oriental.